# 션 폰테노

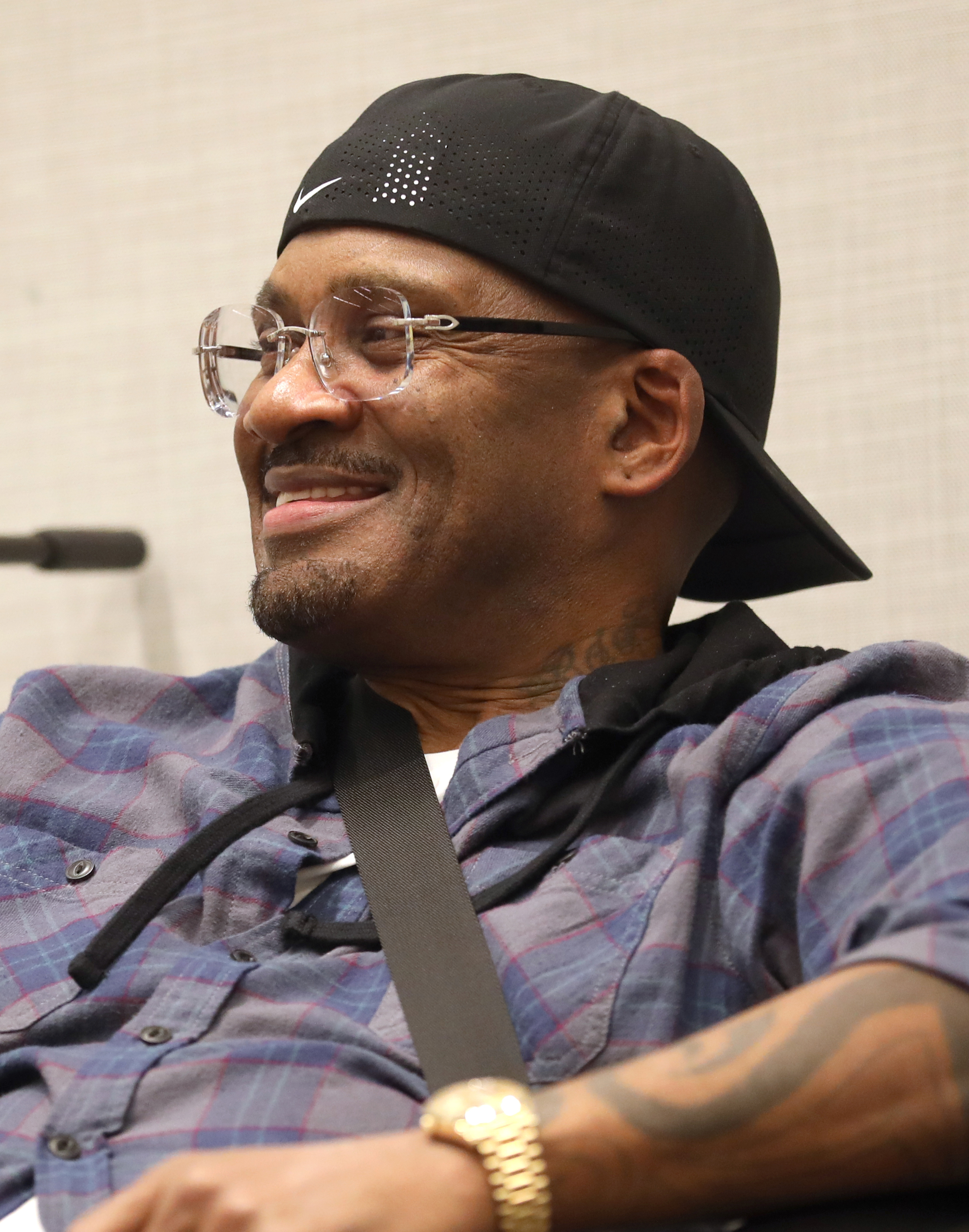

션 폰테노(Shawn Fonteno, 본명: Shawn Darnell Fonteno)는 미국의 배우이자 래퍼이다. 2013년 비디오 게임 그랜드 테프트 오토 V의 프랭클린 클린턴을 연기한 것으로 알려져 있다. 2004년 비디오 게임 그랜드 테프트 오토: 산 안드레아스의 주인공 칼 존슨 (그랜드 테프트 오토)을 플레이했던 미국의 래퍼 영 메일리의 조카이다.

## 영화
- 쓰리 스트라이크
- 워쉬 (영화)
- 그로우 하우스

## 비디오 게임
- 그랜드 테프트 오토: 산 안드레아스
- 그랜드 테프트 오토 V
- 그랜드 테프트 오토 온라인